# Phthiracarus
Phthiracarus är ett släkte av kvalster som beskrevs av Perty 1841. Phthiracarus ingår i familjen Phthiracaridae.

## Dottertaxa tillPhthiracarus, i alfabetisk ordning[1][2]
- Phthiracarus abstemius
- Phthiracarus aculeatus
- Phthiracarus aegypticus
- Phthiracarus aenus
- Phthiracarus aethes
- Phthiracarus affinis
- Phthiracarus aliquantus
- Phthiracarus anakolos
- Phthiracarus anonymus
- Phthiracarus aokii
- Phthiracarus armatus
- Phthiracarus assimilis
- Phthiracarus atlanticus
- Phthiracarus atratus
- Phthiracarus aureus
- Phthiracarus australis
- Phthiracarus baloghi
- Phthiracarus banksi
- Phthiracarus benoiti
- Phthiracarus besuchetianus
- Phthiracarus blythedalensis
- Phthiracarus borealis
- Phthiracarus boresetosus
- Phthiracarus brachys
- Phthiracarus brevisetae
- Phthiracarus bryobius
- Phthiracarus bulbiferus
- Phthiracarus cadizi
- Phthiracarus capitatus
- Phthiracarus catalaucus
- Phthiracarus cavernosus
- Phthiracarus clavatus
- Phthiracarus clavifer
- Phthiracarus clemens
- Phthiracarus closteros
- Phthiracarus cognatus
- Phthiracarus comatus
- Phthiracarus commutabilis
- Phthiracarus comosus
- Phthiracarus compressus
- Phthiracarus crassus
- Phthiracarus crenophilus
- Phthiracarus crinitus
- Phthiracarus crispus
- Phthiracarus curiosus
- Phthiracarus curtulus
- Phthiracarus danubianus
- Phthiracarus darwini
- Phthiracarus dasypus
- Phthiracarus densus
- Phthiracarus dissonus
- Phthiracarus dominiaki
- Phthiracarus dubinini
- Phthiracarus egregius
- Phthiracarus endroedrii
- Phthiracarus equisetosus
- Phthiracarus espeletiae
- Phthiracarus eupalineus
- Phthiracarus ewingi
- Phthiracarus excellens
- Phthiracarus facetus
- Phthiracarus falcatus
- Phthiracarus falciformis
- Phthiracarus feideri
- Phthiracarus ferrugineus
- Phthiracarus flagellatus
- Phthiracarus flexipilus
- Phthiracarus forsslundi
- Phthiracarus foveoreticulatus
- Phthiracarus fraternus
- Phthiracarus furcatus
- Phthiracarus furvus
- Phthiracarus gibber
- Phthiracarus glennieensis
- Phthiracarus globifer
- Phthiracarus globosus
- Phthiracarus gongylos
- Phthiracarus hallidayi
- Phthiracarus helluonis
- Phthiracarus heteropilosus
- Phthiracarus heterotrichosus
- Phthiracarus hillcrestensis
- Phthiracarus hirtus
- Phthiracarus humilis
- Phthiracarus imbecillis
- Phthiracarus inacessus
- Phthiracarus incertus
- Phthiracarus incrassatus
- Phthiracarus incredibilis
- Phthiracarus inexpectatus
- Phthiracarus inornatus
- Phthiracarus insignis
- Phthiracarus insolens
- Phthiracarus insularis
- Phthiracarus invenustus
- Phthiracarus irreprehensus
- Phthiracarus italicus
- Phthiracarus jacoti
- Phthiracarus japonicus
- Phthiracarus jumbongiensis
- Phthiracarus kamillae
- Phthiracarus kochi
- Phthiracarus kokae
- Phthiracarus koumantanosi
- Phthiracarus laevigatus
- Phthiracarus lamingtoni
- Phthiracarus largus
- Phthiracarus lautus
- Phthiracarus leliehoekensis
- Phthiracarus lentulus
- Phthiracarus ligneus
- Phthiracarus liparus
- Phthiracarus lividus
- Phthiracarus longulus
- Phthiracarus luridus
- Phthiracarus machadoi
- Phthiracarus malagensis
- Phthiracarus mediocris
- Phthiracarus membranifer
- Phthiracarus mindanaoensis
- Phthiracarus minisetosus
- Phthiracarus miyamaensis
- Phthiracarus modestus
- Phthiracarus montanus
- Phthiracarus multisetosus
- Phthiracarus mutabilis
- Phthiracarus neonominatus
- Phthiracarus nitens
- Phthiracarus nitidus
- Phthiracarus obscurus
- Phthiracarus obsessus
- Phthiracarus occultus
- Phthiracarus ochthus
- Phthiracarus octosetosus
- Phthiracarus opiparus
- Phthiracarus ornatus
- Phthiracarus pandoklowii
- Phthiracarus pandus
- Phthiracarus papillosus
- Phthiracarus parabaloghi
- Phthiracarus parabonangensis
- Phthiracarus paraclosteros
- Phthiracarus paraglobosus
- Phthiracarus parapocsi
- Phthiracarus parashiptoni
- Phthiracarus parmatus
- Phthiracarus paucus
- Phthiracarus pedanos
- Phthiracarus pellucidus
- Phthiracarus peristomaticus
- Phthiracarus perlucidus
- Phthiracarus perparvus
- Phthiracarus perpropinqus
- Phthiracarus persimilis
- Phthiracarus persimplex
- Phthiracarus pertenuis
- Phthiracarus phaleratus
- Phthiracarus phoxos
- Phthiracarus piger
- Phthiracarus pilosus
- Phthiracarus plenus
- Phthiracarus portentosus
- Phthiracarus praeoccupatus
- Phthiracarus probus
- Phthiracarus propinquus
- Phthiracarus pudicus
- Phthiracarus pulchellus
- Phthiracarus pusillus
- Phthiracarus puylaerti
- Phthiracarus pygmaeus
- Phthiracarus radiatus
- Phthiracarus rapax
- Phthiracarus reductus
- Phthiracarus repetitus
- Phthiracarus retalticus
- Phthiracarus rhachis
- Phthiracarus robertsi
- Phthiracarus sangumburiensis
- Phthiracarus sanvicensis
- Phthiracarus sarahae
- Phthiracarus schauenbergi
- Phthiracarus scitus
- Phthiracarus scopoli
- Phthiracarus serrulatus
- Phthiracarus setanus
- Phthiracarus setosus
- Phthiracarus shiptoni
- Phthiracarus shirakamiensis
- Phthiracarus similis
- Phthiracarus spadix
- Phthiracarus sphaerulus
- Phthiracarus spiniformis
- Phthiracarus stenotus
- Phthiracarus stramineus
- Phthiracarus subdolus
- Phthiracarus subiasi
- Phthiracarus sudamericanus
- Phthiracarus swiftae
- Phthiracarus testudineus
- Phthiracarus torosus
- Phthiracarus totus
- Phthiracarus tristis
- Phthiracarus tubulus
- Phthiracarus turgidus
- Phthiracarus undatus
- Phthiracarus wallworki
- Phthiracarus weigmanni
- Phthiracarus zicmani